# Sabicea hierniana
Sabicea hierniana är en måreväxtart som beskrevs av Herbert Fuller Wernham. Sabicea hierniana ingår i släktet Sabicea och familjen måreväxter. Inga underarter finns listade i Catalogue of Life.